# Косаківський Леонід Григорович
Леоні́д Григо́рович Косакі́вський (нар. 21 січня 1950, с. Чернівці, Вінницька область) — український політик, перший у незалежній Україні Київський міський голова. Представник Президента України в Києві — голова Київської міської державної адміністрації (1993–1994), голова Київської міської ради (1994–1997), голова виконавчого комітету Київської міської ради (1994–1995), голова Київської міської державної адміністрації (1995–1996), київський міський голова (1997–1998). Народний депутат України III скликання (1998–2002).

## Біографія
Народився 21 січня 1950 року в селі Чернівці (від 1990 року — селище міського типу та районний центр, Вінницька область, нині Україна, тоді Могилів-Подільський район, Вінницька область, УРСР, СРСР).

### Освіта
- Київський національний університет імені Тараса Шевченка, радіофізичний факультет (1973).
- Київська вища партійна школа, заочно (1986–1989).[3]

### Кар'єра
У 1973–1975 роках служив у Радянській армії в Прикарпатському військовому окрузі. Член КПРС з 1975 року. У 1975–1980 роках — інженер-конструктор, завод «Арсенал».
У жовтні 1980 — 1985 році — інструктор, завідувач організаційного відділу Печерського райкому компартії України в місті Києві. У 1985–1988 роках — інструктор, завідувач сектору відділу організаційно-партійної роботи Київського міського комітету КПУ.
У червні — грудні 1988 року — 2-й секретар Печерського районного комітету КПУ міста Києва, у грудні 1988 — 1991 році — 1-й секретар Печерського районного комітету КПУ міста Києва.
У 1990–1991 роках — член та заступник голови Ревізійної Комісії КПУ.
У 1990–1993 роках — депутат Київської міської ради.
У березні 1990 — 1992 році — голова Печерської районної ради народних депутатів, у січні 1991 — 1992 році — одночасно голова виконавчого комітету Печерської районної ради народних депутатів.
У квітні 1992 — квітні 1993 року — представник Президента України в Печерському районі міста Києва.
З 29 квітня 1993 по 10 липня 1994 року — представник Президента України в місті Києві — голова Київської міської державної адміністрації.
З 10 липня 1994 по 12 червня 1997 року — голова Київської міської ради.
З 10 липня 1994 по 10 липня 1995 року — голова виконавчого комітету Київської міської ради.
З 10 липня 1995 по 19 липня 1996 року — голова Київської міської державної адміністрації.
З 12 червня 1997 по 12 травня 1998 року — Київський міський голова.
У 1994–1996 роках — член Конституційної Комісії.
У 1996–1998 роках — член делегації України в Конгресі місцевих і регіональних влад Європи, представник України в Палаті місцевих влад Конгресу місцевих і регіональних влад Європи
У травні 1998 — травні 2002 року — народний депутат України.
У 1998–2002 роках — член Постійної делегації Верховної Ради України у Парламентській асамблеї Ради Європи.
З 1994 року — дійсний член Академії будівництва України.

## Політична діяльність

### Мер Києва
У квітні 1993 року Президент України Леонід Кравчук своїм указом звільнив із займаної посади тодішнього представника Президента України у місті Києві, голову Київської міської державної адміністрації Івана Салія та призначив на цю посаду Леоніда Косаківського, що обіймав перед цим посаду представника Президента України в Печерському районі міста Києва.
Напередодні призначення, 20 квітня 1993 року, на засіданні Київради розглядалося питання про узгодження кандидатури Леоніда Косаківського на посаду представника Президента в місті. Під час голосування його кандидатуру підтримали 110 депутатів (головним чином представники соціалістів та комуністів) — практично половина з 222 депутатів, що взяли участь у голосуванні, натомість проти виступило 105 депутатів (націонал-демократи): кандидатура не була узгоджена, але так само не було ухвалено й ніякого іншого рішення з зазначеного питання, що було характерним для тодішнього складу Київської міської ради.
Беручи до уваги неспроможність ради ухвалити рішення із зазначеного питання, спираючись на положення ч. 4 ст. 2 чинного на той момент Закону України «Про Представника Президента України», якими главі держави, у разі, якщо в двотижневий строк після надходження пропозиції щодо кандидатури на посаду представника Президента Радою не ухвалено будь-якого рішення з цього питання, надавалося право призначати свого Представника на власний вибір, Президент України Леонід Кравчук 29 квітня 1993 року призначив на цю посаду Леоніда Косаківського.
Тим не менш, після призначення Представником Президента України в столиці Леоніда Косаківського відносини між міською державною адміністрацією та міською радою та її головою Василем Нестеренком набули більш цивілізованих рис, ніж це було за часів попередника Косаківського — Івана Салія. Тоді стосунки між представницькою та виконавчою гілками влади в Києві носили переважно конфронтаційний характер: газета «Вечірній Київ» назвала одну з помилок Івана Салія — «безперспективна боротьба з Київрадою», а сам Іван Салій згодом зазначив: «Очевидно і те, що я був першим і останнім керівником міста, до кабінету якого депутати Київради демонстративно заходили зі зброєю та з піною на губах». Зважаючи на ситуацію, Президент Леонід Кравчук змушений був за  зверненням  депутатів та  Київської  міської  державної  адміністрації навіть видати 2 грудня 1992 року розпорядження № 193/92-рп «Про створення комісії для вивчення причин конфліктної ситуації між Київською міською Радою народних депутатів і Київською міською державною адміністрацією», що стало однією з вагомих причин звільнення Івана Салія 12 квітня 1993 року з займаної посади.
З приходом Косаківського ситуація змінилася. Газета «Вечірній Київ» 19 травня 1993 року зазначала, що «зі зміною лідера настав кінець „холодної війни“, яку вело колишнє керівництво держадміністрації з Київрадою. Леонід Косаківський з перших хвилин свого призначення своїми діями і висловлюваннями повів гранично коректну політику по відношенню до Київради і поклав початок спільній роботі, так як це належить за законом». І надалі їхні контакти вдавалось втримувати в такому робочому стані, який не заважав загальній справі.

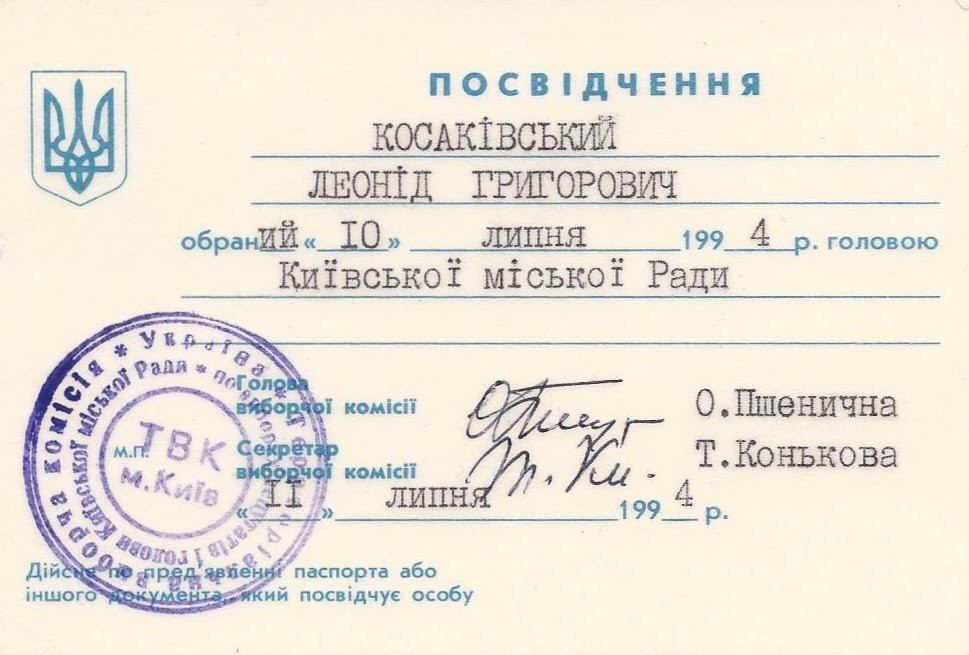
Посвідчення Леоніда Косаківського про обрання головою Київради. 11 липня 1994 року

Після ухвалення Верховною Радою України 3 лютого 1994 року закону «Про формування місцевих органів влади і самоврядування», відповідно до якого замість місцевої державної адміністрації виконавча влада на місцях після виборів мала переходити виконавчим комітетам, які очолювалися головами місцевих рад, вибраними шляхом прямого голосування населенням, Леонід Косаківський виставив свою кандидатуру на посаду голови Київської міської ради. Вибори, що відбулися 26 червня 1994 року, не визначили переможця: Леонід Косаківський набрав 324 024 голоси (17,05% від загального числа виборців), Володимир Черняк — 294 194 (15,48%), а Іван Салій — 249 963 (13,15%). У другий тур вийшли Леонід Косаківський і голова Громадського об'єднання «Столиця», член «Народного руху України» Володимир Черняк. За підсумками голосування 10 липня 1994 року перемогу отримав Леонід Косаківський, за якого віддали свої голоси 549 904 виборці (29,59% від загального числа виборців, або 54,6% від тих, що взяли участь в голосуванні), проти — 450 036. Його опонент набрав 403 367 голосів (21,71%), проти — 596 573. Ці прямі вибори очільника міста пізніше оцінювалися політологом Сергієм Васильченком як єдині реальні вибори в Києві за багато років.
У той самий час серед 68 народних депутатів, обраних до Київради, більшість мандатів отримали представники сил, опозиційних Леоніду Косаківському.

#### Досягнення на посаді
Коли Леонід Косаківський очолив адміністрацію столиці, ситуація в Києві була важкою: з прилавків магазинів зникли товари першої необхідності. Масло й цукор відпускалися в обмеженій кількості лише по талонах. Місто щойно пережило низку страйків працівників міського пасажирського транспорту, відчувало великі проблеми з електропостачанням.
За період роботи Косаківського ситуацію в місті вдалося істотно виправити. За рахунок підписання угод із областями була налагоджена безперебійна поставка до Києва продовольчих товарів та скасовано талони. Також було підписано угоди про співробітництво з Національною академією наук України, союзом промисловців і підприємців міста, радою ректорів, що мало практичні наслідки для міста. Окрім того, було відроджено Київський контрактовий ярмарок, вирішено проблему забезпечення киян домашніми телефонами, виведено з критичного стану міський транспорт. Адміністрацією Косаківського розроблено пакет спільних програм із заводом «Південмаш», Львівським автобусним заводом та Київським авіазаводом щодо виробництва вітчизняних міських автобусів та тролейбусів, налагоджено їхній капітальний ремонт.
6 листопада 1993 року було презентовано тролейбус, вироблений у місті. У період з 1993 до 1995 року міська влада придбала 376 автобусів, 102 тролейбуси, 15 вагонів метро, 240 двигунів для автобусів. Лише в 1995 році відновлено капітальним ремонтом 51 автобус марки «Ікарус-280», 84 трамваї та 167 тролейбусів. Будувалися нові тролейбусні й трамвайні лінії, відкривалися автобусні маршрути. 14 травня 1993 року Кабінетом Міністрів України за поданням Київської міської державної адміністрації затверджено техніко-економічні обґрунтування будівництва Подільсько-Воскресенської лінії Київського метрополітену та Подільського мостового переходу через р. Дніпро з терміном будівництва 9 років. Також була затверджена й взята до реалізації програма розвитку Київського метро до 2010 року (вже в 1994 році ввели в дію дві нові станції метрополітену — «Позняки» і «Харківську»). 1995 року комунальними службами міста відремонтовано 1250 тис. м² доріг, відновлено 110 тис. м² внутрішньоквартальних та дворових територій.
Міською адміністрацією була утворена холдингова компанія «Київміськбуд». Також було ухвалене рішення про початок реконструкції старого житлового фонду міста. Після рішення міськвиконкому від 21 березня 1995 року започаткована програма будівництва житла за рахунок коштів населення, реалізація якої в наступні роки призвела до значних змін у сфері житлового будівництва.
Загалом у 1993–1995 роках у столиці введено в експлуатацію чимало нових квартир, що дало змогу поліпшити житлові умови 44,9 тис. сімей або 217,4 тис. осіб. Уведено в експлуатацію 13 шкіл і 5 прибудов до них, здано 22 дитячих садка на 6070 місць. Житла для черговиків та соціальних об'єктів вводилося більше, ніж наступними складами адміністрацій.
Приділялося багато уваги роботі з ветеранами, була розпочата реалізація великої кількості соціальних програм, зокрема, «Турбота», що продовжують діяти. Починаючи з 1993 року (29 червня 1993 року за поданням Київської міської державної адміністрації сесія Київради виділила 681 млн крб на оздоровлення київських дітей улітку 1993 року та 300 млн крб профспілковим санаторіям міста для здешевлення вартості путівок, в 1994 році на ці цілі витрачено 35 млрд крб, в 1995 році — 360 млрд крб) київські діти почали оздоровлюватися за рахунок міського бюджету, а ветеранам війни до Дня Перемоги та Дня визволення Києва стали виплачувати матеріальну допомогу, що згодом поширилося на всю територію України.

Герб міста Києва, затверджений Київрадою 1995 року

За мобілізацією прибутків Київ посідав провідне місце в державі, віддаючи 60% із них на дотацію інших регіонів країни. Видатки на 1 мешканця столиці (22,8 млн крб) значно перевищували видатки на одного жителя в усіх інших регіонах держави. За рівнем зарплати столиця займала перше місце в Україні, а за рівнем цін — лише шосте. Майже половина всіх іноземних інвестицій у економіку держави припадала на столицю. У Києві в 1995 році в розрахунку на 1000 жителів здано в експлуатацію 148,4 м² загальної площі жилих будинків (без індивідуальних забудовників), у той час як в Україні — 87,8 м². Частка столичних новобудов у загальнодержавному масштабі збільшилась з 9,4% в 1990–1992 роках до 12,3% за період з 1993 по 1995 рік. За більшістю соціально-економічних показників Київ посідав перші рядки в країні, випереджаючи інші регіони. У 1995 році пройшов перший земельний аукціон, а нежитлові приміщення в оренду почали надаватися на конкурсній основі.

Визнанням стабільності стану справ у місті стало прийняття в 1996 році за зверненням Леоніда Косаківського (ще до його звільнення) рішення про визначення Києва місцем проведення в 1998 році загальних зборів Європейського банку реконструкції й розвитку.

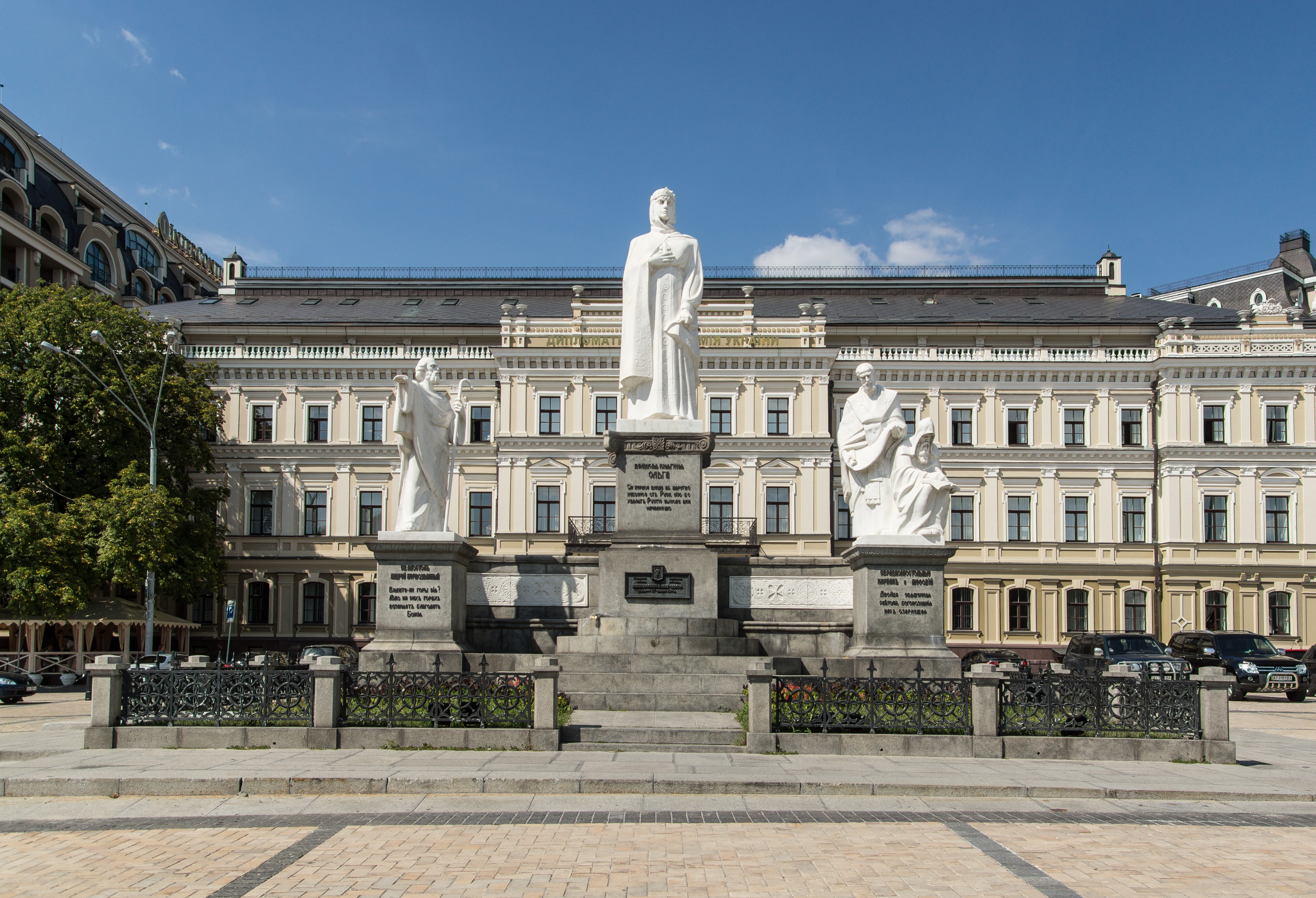
Пам'ятник княгині Ользі на Михайлівській площі

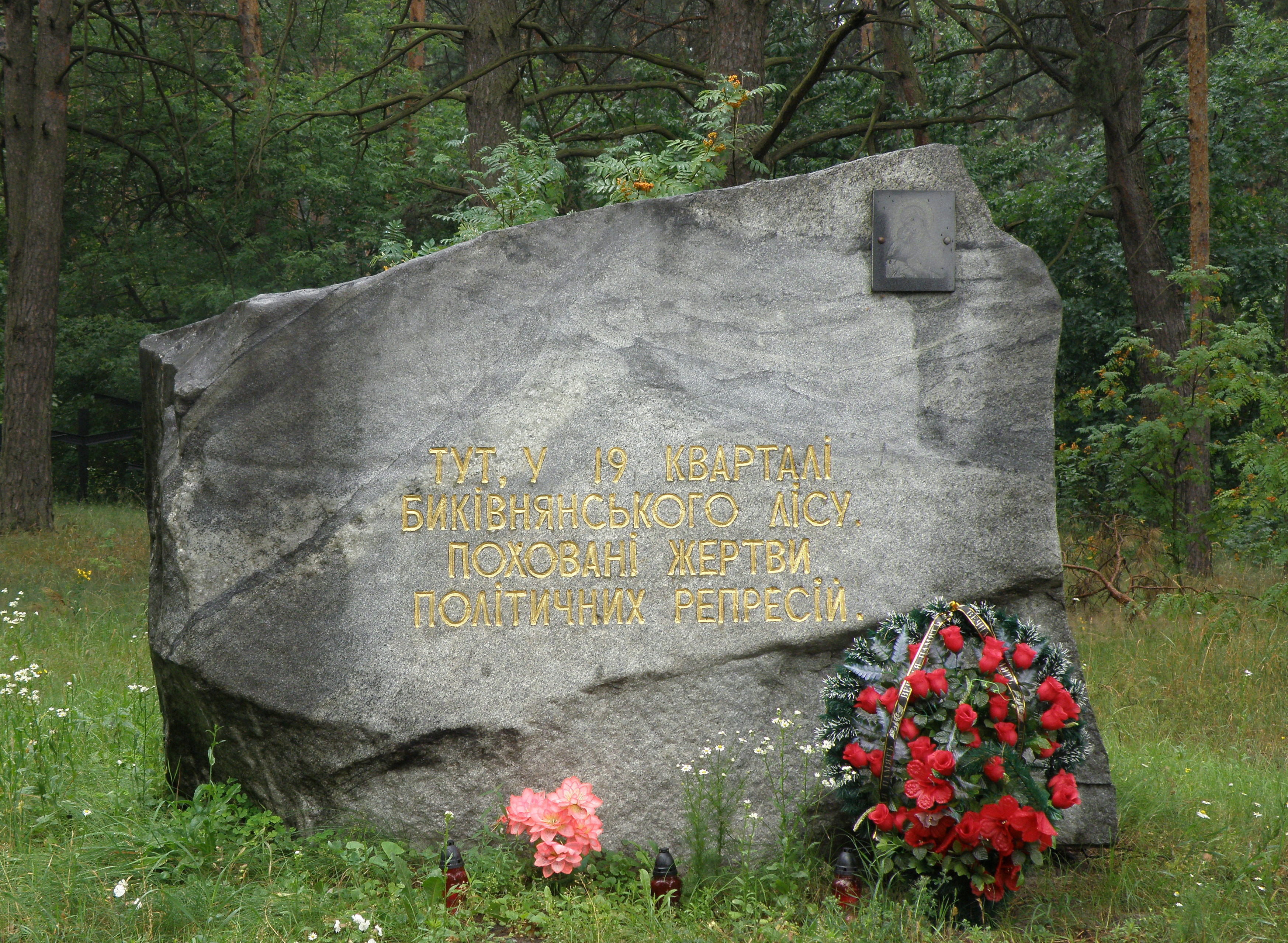
Один з пам'ятників на території меморіального комплексу «Биківнянські могили»

Окрім всього, у ці роки Києву було повернуто його історичний герб. У 1996 році відтворили знищений у 1920-ті роки минулого століття пам'ятник княгині Ользі. Місту були повернуті імена Сергія Лифаря, Володимира Горовиця. Також було ухвалено рішення про початок відновлення церкви Богородиці Пирогощої, Михайлівського й Успенського соборів, незадовго після чого на них одразу розпочалися відновлювальні роботи. У 1993 році на Михайлівській площі встановлено пам'ятний знак жертвам Голодомору, а в 1994 році відкрито меморіальний комплекс у Биківні. Також за час правління Косаківського були побудовані Співоче поле, дитяча академія мистецтв.

#### Криза
Водночас із виборами голови Київради готувалися і вибори Президента України, в яких головними претендентами були Леонід Кравчук і Леонід Кучма. Леонід Косаківський під час виборчої кампанії активно підтримував кандидатуру першого. Його підтримка Леоніда Кравчука вплинула на остаточні результати президентських виборів у Києві, де Кравчук, набравши 59,7% голосів, упевнено випередив свого опонента (35,6%). Враховуючи концентрацію в Києві великої кількості виборців, різниця в 25% могла виявитися вирішальною при підрахунку голосів по загальнодержавному округу.
Після обрання головою Київської міської ради Леонід Косаківський зіткнувся з труднощами у взаєминах з опозиційно налаштованими депутатами міськради. Найбільшого загострення вони набули після призначення Леонідом Косаківським членів виконкому своїм власним рішенням. Це призвело до того, що опозиційні депутати Київради звернулися до Верховної Ради України з проханням про звільнення Леоніда Косаківського з посади. Однак результату це звернення не дало, оскільки норми тодішнього українського законодавства були на стороні Косаківського: стаття 3 чинного на той час Закону України «Про формування місцевих органів влади й самоврядування» визначала:
|  | Персональний склад виконавчого комітету пропонується головою відповідної Ради й затверджується Радою. |

Як аргументував тоді в численних інтерв'ю свої дії Леонід Косаківський, він вніс кандидатури всіх сімнадцяти членів виконкому. Депутати пропустили лише шестеро членів, голосування по інших постійно зривалося. Що робити в ситуації, коли депутати протягом відведеного законодавством строку так і не змогли сформувати виконком, закон не передбачав. Леонід Косаківський звернувся з листом до Верховної Ради, висловивши прохання роз'яснити, як діяти в умовах, коли місту загрожував параліч влади. Голова постійної Комісії Верховної Ради України з питань державного будівництва, діяльності Рад і самоврядування роз'яснив йому, що він має право сформувати виконком до врегулювання зазначеної проблеми в законодавчому порядку. 11 жовтня 1994 року Леонід Косаківський підписав відповідне розпорядження. Пізніше, 26 червня 1995 року, на сесії голосуванням було ухвалено рішення, що повністю розв'язало проблему:
|  | Підтвердити правомочність виконавчого комітету Київської міської Ради народних депутатів у персональному складі, сформованому розпорядженням голови Київради № 179 від 11.10.94 р. |

У липні 1995 року в результаті створення системи органів місцевих державних адміністрацій (відповідно до Конституційного Договору, підписаного 8 червня 1995 року) Президент України Леонід Кучма своїм указом від 10 липня 1995 року призначив Леоніда Косаківського головою Київської міської державної адміністрації.
У той час відносини між Леонідом Косаківським і депутатами Київради значно ускладнилися, що було пов'язано не в останню чергу з питаннями міського бюджету на 1996 рік. Його проект був вчасно поданий на розгляд депутатів міською державною адміністрацією наприкінці 1995 року, але міські народні обранці так і не змогли (як того вимагав закон) ухвалити відповідне рішення. Щоб відвести фінансову кризу, як пояснював тоді свій вчинок Леонід Косаківський, він удався до застосування частини 3 статті 31 Закону України «Про бюджетну систему України», у якій говориться:
|  | У разі, коли Верховна Рада Автономної Республіки Крим, місцеві Ради народних депутатів не затвердять бюджет до 30 грудня року, що передує тому, на який складено бюджет, чинності набирають показники бюджету, поданого на затвердження Урядом Автономної Республіки Крим, виконавчими органами Рад народних депутатів. |

Таким чином було підписано розпорядження про введення в дію показників бюджету, поданого адміністрацією на розгляд ради. 4 березня 1996 року у відповіді Глави Адміністрації Президента України Дмитра Табачника на звернення народних депутатів України підтверджена правомочність такого розпорядження, зазначено, що міська державна адміністрація діяла в даному випадку згідно із Законом України «Про бюджетну систему України в редакції від 25 червня 1995 року, і що ставити питання про скасування вказаного розпорядження немає правових підстав»
У цей же період виникає і конфлікт із урядом, причинами якого була відмова міської влади передати з балансу міста на баланс держави низку об'єктів комунальної власності, зокрема, палац «Україна», дати дозвіл на його реконструкцію, а також протидія будівництву будинку на вулиці Десятинній, 10, висотного будинку на схилах Дніпра по вулиці Михайла Грушевського, 9-а та наданні квартир урядовцям тощо.
Усі ці фактори зрештою призвели до того, що 21 травня 1996 року Кабінет Міністрів України видав постанову № 540 «Про роботу Київської міської державної адміністрації по забезпеченню реалізації соціально-економічної політики Президента України і програми діяльності Кабінету Міністрів України», де ставилося питання про звільнення Леоніда Косаківського з посади голови КМДА за допущені порушення чинного законодавства і недоліки в керівництві адміністрацією.
На засіданні Кабінету Міністрів з доповіддю виступив віце-прем'єр Іван Курас, який оцінив роботу Косаківського як незадовільну і рекомендував звернутися до Президента з проханням звільнити його з посади голови адміністрації. І хоча тодішній Прем'єр-міністр України Євген Марчук сказав, що треба б вислухати й іншу сторону, оскільки Леонід Косаківський не був присутній на засіданні (знаходився в лікарні), а відтак не міг представити свої аргументи, під тиском Банкової розгляд питання все ж відбувся без участі Косаківського, і рішення ухвалено. А самого Євгена Марчука через тиждень звільнили з поста прем'єра за «створення власного іміджу».
Окрім того, представники Кабінету Міністрів звинуватили окремих заступників голови Київської міської державної адміністрації в протидії роботі комісії, зокрема в страйках. Трьох із них — Г. Артюх, В. Ковтуна та М. Ламбуцького — було звільнено з посад із формулюваннями «за порушення Закону про державну службу».
Реакція Президента не забарилася: вже 22 травня 1996 року Леонід Кучма видав указ № 366/96 «Про призначення виконуючим обов'язки голови Київської міської держадміністрації Омельченка Олександра Олександровича».
У відповідь на ці події, у Києві було створено Громадянський комітет із захисту конституційних прав Леоніда Косаківського, а на адресу Президента України і Голови Верховної Ради почали надходити і друкувалися в пресі численні звернення відомих людей, ветеранських, громадських і профспілкових організацій, трудових колективів на підтримку Косаківського. У рамках протестних акцій відбулося і пікетування представниками молодіжних організацій будинку уряду. Але на прохання самого Косаківського, який волів розв'язати конфлікт винятково правовим шляхом, ці масові акції було згорнуто.
Керівники міста, районів, управлінь та служб, депутати, представники громадськості не погодились з оцінками урядової комісії і назвали її в зверненні від 18 травня 1996 року до прем'єр-міністра Євгена Марчука упередженою. Аналітичні матеріали, підготовлені фахівцями міськдержадміністрації та залученими спеціалістами на основі статистичних та інших даних у травні — липні 1996 року, коли обов'язки голови адміністрації виконував Олександр Омельченко, призначений Президентом України Леонідом Кучмою, спростували висновки комісії, яка навіть побоялася ознайомити з результатами перевірки керівництво міської адміністрації і її структурних підрозділів. На її замовний характер вказали депутати Київради на своїй прес-конференції, на якій вони назвали те, що відбулося, розправою над мером, політичним вбивством на замовлення. Про обурення киян з цього приводу і підтримку обраного ними голови Київради йшлося в заяві прес-центру громадського комітету захисту конституційних прав Леоніда Косаківського, в інших зверненнях відомих людей і організацій. Свій протест висловили й ветерани в зверненні до глави держави.
Журналістка Лія Цинцадзе відверто потішалася з «компромату», вишуканого комісією. Процитувавши з доповіді комісії: «3 кожним роком погіршується епідемічна ситуація в місті з ВІЛ-інфекцією», — вона із сарказмом писала: «Зрозуміло, що СНІД — це не жарти, але хіба мер Києва розповсюджував його особисто?». І завершила серйозним висновком: «мер став легкою здобиччю для тих, кому потрібні на чолі столиці стовідсотково „свої“ люди».

#### Відставка
19 липня 1996 року Президент України Леонід Кучма за поданням Кабінету Міністрів України і відповідно до частини четвертої статті 118 Конституції України, частини першої статті 30 Закону України «Про державну службу» і пункту 1 статті 41 Кодексу законів про працю України своїм указом № 591/96 звільнив Леоніда Косаківського з посади голови Київської міської державної адміністрації. Леонід Косаківський вважає, що даний Указ виданий з низкою грубих порушень Конституції та законів України. 19 липня 1996 року він на знак протесту подав Президентові України заяву про відставку с посади голови міськдержадміністрації у зв'язку, як він написав, з незгодою з упередженою й необ'єктивною постановою уряду від 21 травня 1996 року, із прагненням зосередитися на здійсненні передбачених новою Конституцією повноважень міського голови, через неодноразові намагання з боку окремих посадових осіб примусити його до виконання й ухвалення рішень, які б могли завдати значної шкоди місту й киянам, а також нехтуванням інтересами столиці з боку центральних органів виконавчої влади, споживацьким ставленням до неї тощо. О 12.20 заява через фельд'єгерську службу доставляється в Адміністрацію Президента на Банкову, 11 і реєструється там. Наступного дня заява оприлюднюється в газеті «Хрещатик». Проте заява про відставку навіть не була розглянута, що, на думку Косаківського, було протизаконно. Увечері 19 липня 1996 року по Національному телебаченню був оприлюднений Указ Президента України про увільнення Косаківського з поста голови адміністрації не на підставі заяви про відставку, а зовсім з іншими формулюваннями.
На початку серпня 1996 року на посаду голови КМДА було призначено Олександра Омельченка, який з травня виконував обов'язки голови держадміністрації. Як пізніше згадував Ярослав Федорин, це призначення відбулося завдяки підтримці Павла Лазаренка та РУХу.
Тим не менш, Косаківський де-юре продовжував очолювати Київську міську раду, але й там ситуація була неспокійною, що ускладнювалась силовими методами, які застосовувались проти нього: злам дверей і захоплення приміщень, відключення телефонів, так звані «політичні ремонти».
|  | У 1994 році законно обраний мер Косаківський посварився з Кучмою, його обклали заступниками, підтягнули Омельченка — на посаду першого заступника. Косаківського зробили безправнішим за англійську королеву — ізолювали, викурили з кабінету під приводом ремонту. Пам'ятаєте, «беркутівці» тоді приходили ремонт робити в мера? |

Довідка відділу з питань діяльності рад секретаріату Верховної Ради України, що спеціально досліджувала стан справ у Київраді, зазначала:
|  | Вивчення ситуації у Київраді свідчить про те, що причини протистояння криються у невдоволенні групи депутатів, які відносять себе до так званого демократичного блоку, результатами виборів голови міської ради. Це і стало причиною систематичного блокування частиною депутатів пропозицій голови ради щодо проведення пленарних засідань ради, формування її органів, розгляду питань, що належать до відання міської ради. Ця група депутатів, ігноруючи пленарні засідання Київради, що скликаються відповідно до закону її головою, грубо порушуючи законодавство, скликає натомість депутатські збори, розглядає на них питання, що належать до відання ради, та ухвалює відповідні рішення. Так, 16 червня 1996 року депутатська більшість міської ради, скориставшись тимчасовою відсутністю голови ради Леоніда Косаківського (під час його хвороби), скликала збори депутатів і під виглядом пленарного засідання ради ухвалила 8 рішень із різних питань місцевого самоврядування та обрала народного депутата України Володимира Бондаренка виконуючим обов'язки заступника голови Київради. Шевченківський районний суд міста Києва за заявою прокурора 17 вересня 1996 року встановив, що відбулося не пленарне засідання сесії Київської міської ради, а збори депутатів ради, до компетенції яких не входить прийняття від її імені рішень, оскільки згідно зі ст. 20 чинного на той час Закону України „Про місцеві Ради народних депутатів, місцеве й регіональне самоврядування“ рада проводить свою роботу сесійно. Прийняті на зборах депутатів рішення суд визнав незаконними і скасував їх. Проте депутати проігнорували рішення суду і на чолі з Володимиром Бондаренком продовжували скликати депутатські збори, називаючи їх пленарними засіданнями ради, та приймати від її імені рішення. |

У жовтні 1996 року, внаслідок тривалої дестабілізації роботи міського представницького органу, між фракціями Київради, що виступали за й проти зняття з посади Леоніда Косаківського, розпочався переговорний процес, який, зрештою, жодних відчутних результатів не приніс.
12 червня 1997 року після набуття чинності Закону України «Про місцеве самоврядування в Україні» на підставі статті 3 розділу V Прикінцеві та перехідні положення, як чинний голова Київської міської ради Леонід Косаківський набув статусу Київського міського голови. З цього моменту головування на сесіях Київради та інші обов'язки голови Київради стали повноваженнями міського голови.
У червні 1997 року, задля розв'язання кризи, Леонід Косаківський звернувся з офіційним поданням до парламенту із проханням призначити позачергові вибори депутатів Київради та Київського міського голови на жовтень 1997 року, але дане подання розглянуте не було. Натомість депутати Київради 26 червня 1997 року більшістю голосів в односторонньому порядку на депутатських зборах ухвалили рішення про дострокове припинення повноважень Київського міського голови.
Незважаючи на подальші рішення Старокиївського районного суду Києва від 1 жовтня 1997 року та Верховного суду України від 21 січня 1998 року, якими було визнано незаконним і скасовано рішення депутатських зборів № 189 від 26 червня 1997 року «Про дострокове припинення повноважень міського голови Л. Косаківського» та ухвалено поновити Леоніда Косаківського на посаді, Президент України Леонід Кучма та виконавчий апарат міста так і не допустили Косаківського до виконання обов'язків міського голови, застосувавши силу і заблокувавши за допомогою міліції на більш ніж 300 діб робочий кабінет київського міського голови. Не дали результату й протести з боку Ради Європи.
У постійному зриві законних сесій міської ради, що скликалися міським головою, у деяких засобах масової інформації звинувачували керівництво окремих політичних сил, зокрема Київського проводу РУХу, та повідомляли про вплив на цю ситуацію Київської міської державної адміністрації. Так, газета «Киевские ведомости» 26 листопада 1997 року в рубриці «Скандал» розповіла про заяву депутата Київради, члена РУХу Георгія Щербака, що «його товариші по партії, колеги-депутати отримали найсуворіший наказ: на сесійні засідання, що скликаються Леонідом Косаківським, не з'являтися». Заступник голови НРУ Олександр Лавринович у коментарі до статті сказав, що навіть на партконференції було ухвалене рішення — фракції Руху належить брати участь в засіданнях Київради. Але фракція його не виконала, констатував він, з причини «певної заангажованості» членів НРУ Київською міськадміністрацією. 
Обіцянки ж деяких керівників столичного РУХу підкоритися рішенню суду навіть після остаточної ухвали Верховного суду України так залишилися не виконаними — законні сесії міської ради й надалі ігнорувалися.
Рішення депутатських зборів, що й надалі проводились попри визнання їх незаконними судами, пізніше назвав «нелегітимними» і голова міськдержадміністрації Олександр Омельченко у своєму виступі на сесії Верховної Ради України 22 жовтня 1998 року: «Місто Київ працює три роки в неправовому режимі, або колі, або полюсі. І ви прекрасно знаєте, що в 1996-1997 роках не працювала рада, вона працювала без голови, два роки приймала рішення, понад 300, після чого вони були оскаржені і були нелегітимні. Два роки, 1996 і 1997 рік, бюджет міста Києва не затверджувався, тому що він затверджується на сесіях, і звіту не було». Хоча на ті самі рішення зборів депутатів, які Омельченко згодом таки визнав незаконними, у свій час він постійно посилався, виправдовуючи свої дії по протиправному розпорядженню міськими фінансами, земельними ресурсами тощо
Підставами для усунення Леоніда Косаківського з посади міського голови були, перш за все, політичні обставини. Він був людиною, призначеною на посаду голови міської державної адміністрації ще Леонідом Кравчуком, і саме він сприяв перемозі останнього на президентських виборах у Києві, відверто демонструючи симпатію до його кандидатури, коли в одному з інтерв'ю на телебаченні на запитання, кого він буде підтримувати на президентських виборах, відповів: «Було б краще, щоб залишився той президент, який є сьогодні».
До того ж, у той період бурхливо обговорювалося питання про ухвалення «Закону про столицю», що мав визначити подальший статус Києва. Найвищий рейтинг серед київських політиків на той час мав саме Леонід Косаківський, що робило його найвірогіднішим претендентом на посаду мера Києва за наслідками виборів, які повинні були відбутися після ухвалення цього закону. Подібний розвиток подій з цих та інших міркувань не вписувався у плани Президента Леоніда Кучми. Масло у вогонь ще раніше додала публікація рейтингу, згідно з яким Леонід Косаківський увійшов до першої десятки найвпливовіших політиків України.
|  | Характерною особливістю Леоніда Даниловича Кучми, стало правило — усувати зі свого найближчого оточення всіх, хто своїм авторитетом і діями починав його затінювати та міг створити у перспективі конкуренцію… Так зробили і з вмілим господарником і організатором Леонідом Косаківським, коли побачили, що створена ним Асоціація історичних міст України може перетворитися у штаб на майбутніх виборах Президента, тому швиденько погасили цю та інші ініціативи глави столичної адміністрації і теж брутально зняли його з посади… |

Також значною причиною звільнення послужила можливість для уряду контролювати фінансові потоки Києва у період повної невизначеності з подальшим статусом столиці. Саме з цього питання виникали найбільші тертя між колишнім головою Київради і виконавчою владою. Сам Леонід Косаківський пояснював конфлікт з центральною владою своїм небажанням грати за правилами, що нав'язувалися оточенням Леоніда Кучми. Зокрема широкого резонансу в пресі і політикумі навесні 1996 року набув виступ Леоніда Косаківського на нараді у Президента України 5 квітня 1996 року, де він відкрито виступив проти політики глави держави і його оточення відносно столиці України, і його емоційний виступ одразу після цієї зустрічі по місцевому телебаченню.
14 січня 1998 року Верховна Рада прийняла закон «Про вибори депутатів місцевих рад та сільських, селищних, міських голів», а згодом і окрему постанову щодо виборів міського голови Києва. Але 27 березня 1998 року Конституційний суд ухвалив рішення про відміну прямих виборів Київського міського голови, які мали відбутися 29 березня того ж року разом із парламентськими виборами та місцевими виборами. Суд ухвалив таке рішення на підставі того, що на той час законодавчо не був визначений статус столиці. Сам Леонід Косаківський був впевнений у своїй перемозі і заявляв про свої можливості отримати 53% голосів виборців. Косаківський вважав, що вибори були відмінені навмисно, аби не допустити його до влади, а ставленику Президента Олександрові Омельченку, на його думку, тоді ще бракувало необхідної для перемоги підтримки виборців.
|  | В останній день, 27 березня 1998 року, навіть скасували вибори, бо соціологія показувала, що Омельченко ще не переможе. |

Таким чином, після скасування прямих виборів Київського міського голови 29 березня 1998 року відбулися лише вибори депутатів Київської міської ради. Усупереч рішенню суду, положень ч. 1 ст. 42 Закону України «Про місцеве самоврядування в Україні», якою визначено, що повноваження міського голови закінчуються в момент вступу на цю посаду іншої, обраної відповідно до закону особи, роз'яснення Комітету Верховної Ради України з питань державного будівництва, діяльності рад і самоврядування та Міністерства праці й соціальної політики № 06-1164 від 23 березня 1998 року щодо вивільнення, надання пільг і гарантій працівникам, які вивільняються в зв'язку з виборами депутатів місцевих рад та сільських, селищних, міських голів, де говорилося, що сільський, селищний, міський голова звільняється в момент вступу на посаду іншої обраної відповідно до закону особи, 30 квітня 1998 року на пленарному засіданні депутати Київської міської ради ухвалили рішення про обрання на посаду голови Київради (до того ж не передбачену в Києві ні Конституцією, ні законами України) голову міської державної адміністрації Олександра Омельченка. Це відбулося при чинному міському голові, чиї повноваження підтвердив суд, і нові вибори якого 29 березня 1998 року не проводилися на підставі рішення Конституційного суду України. Не скасувала міська рада свого рішення від 30 квітня 1998 року щодо обрання Омельченка головою Київради й після рішення Конституційного суду від 13 травня 1998 року, яким було визначено, що голова міської державної адміністрації не може поєднувати свою службову діяльність на цій посаді з посадою голови ради. Українською владою було проігноровано і позицію з цього питання Ради Європи, які містилися в документі 8272 Парламентської асамблеї Ради Європи від 2 грудня 98 щодо виконання Україною зобов'язань, а саме: 
|  | … всупереч чинному законодавству, пана Омельченка було обрано головою міської ради. Потрібно пам'ятати, що пан Омельченко є також головою державної адміністрації міста Києва, тобто така ситуація суперечить положенням Європейської хартії про місцеве самоврядування, відповідно до положень якої потрібно забезпечити чіткий розподіл повноважень між центральними та місцевими органами влади, а також суперечить рішенню Конституційного Суду України. |

12 травня 1998 року на підставі рішення окружної виборчої комісії по виборчому округу № 223 від 13 квітня 1998 року та рішення Центральної виборчої комісії України від 28 квітня 1998 року Леоніда Косаківського було звільнено з посади Київського міського голови у зв'язку з обранням народним депутатом України та переходом на роботу на постійній основі до Верховної Ради України. Серед причин звільнення, крім неможливості виконувати свої посадові обов'язки через штучні перепони, була потреба мати кошти для існування, адже більше року Косаківському та працівникам секретаріату Київради не виплачували заробітну плату, попри навіть припис прокуратури про негайне усунення порушення законодавства про працю, внаслідок неперерахування коштів фінансовим управлінням міської державної адміністрації, яку очолював Олександр Омельченко.

### Кампанія звинувачень
В останні роки перебування Леоніда Косаківського при владі в Києві та згодом, після відставки, проти політика було розгорнуто кампанію, як потім з'ясувалося, фальшивих обвинувачень. У деяких ЗМІ, головним чином у газетах «Вечірній Київ» та «Киевские ведомости», часто з'являлася інформація з приводу нібито зловживань та порушень законодавства з боку Леоніда Косаківського.
Найчастіше на той час у пресі згадувалася назва телерадіокомпанії «Київ», що була утворена розпорядженням Леоніда Косаківського влітку 1995 року та активно підтримувала його на посаді мера. На початку свого існування компанія отримала від Косаківського комплект апаратури, котрий до того належав Київській міській державній адміністрації, відтак замовні статті стверджували, начебто це був корупційний крок. Також у пресі підігрівалися чутки про нібито наявність у Косаківського президентських амбіцій. 
|  | З аналізу викладених фактів можна зробити припущення: Л. Косаківський практично завершив підготовку для відступу на запасні аеродроми i подальшого виконання стратегічного завдання — завоювання президентського палацу. Від резиденції Ліги історичних міст до здійснення цієї мрії Л. Косаківському залишилось подолати біля 400 метрів по Крутому узвозу. |

Окрім того, з'являлися повідомлення, пов'язані з наданням квартир працівникам міської адміністрації, протидією в наданні земельних ділянок, зокрема, американсько-канадській компанії «Генерація ЛТД», витрачанням коштів міста на будівництво квартир для моряків ВМС України в Севастополі, наприклад, Олександр Омельченко в серпні 1996 року стверджував, що квартири для моряків — це спроба проведення Косаківським президентської передвиборчої кампанії за кошт киян, що не завадило йому згодом робити те саме, тощо.
У той самий час, в інших виданнях, таких як «Сільські вісті», «Правда Украины», «Демократична Україна», «Профспілкова газета» та інших, в передачах по радіо та на телебаченні, було розгорнуто контркампанію по переконанню киян у безпідставності подібних закидів, а на адресу авторів замовних публікацій лунали звинувачення в розв'язуванні цілеспрямованої кампанії по дискредитації мера столиці. Низку об'єктивних матеріалів розмістили тижневик «Зеркало недели», газета «Україна. Європа. Світ» та деякі інші видання. На сторінках деяких закордонних газет ці події були названі змовою проти Косаківського бізнес-компаній та окремих політиків, що не отримали від мера земельних ділянок та були незадоволені його діяльністю. А звинувачення Косаківського в тому, що в Києві, начебто, практично «заглохло» житлове будівництво, спростував Олександр Омельченко в газетному інтерв'ю в липні 1996 року:
|  | Я не поділяю такої думки. Косаківський завжди був ідеологом і натхненником будівельної справи, і ніколи, наскільки мене відомо, не думав про співпрацю з тими недержавними структурами, у чому його сьогодні звинувачують. Просто за останні роки всі галузі промисловості дали спад. Не стало винятком і житлове будівництво. Яким чином в Києві може будуватися більше, ніж по Україні, і взагалі будуватися, при такому стані економіки? Оригінальний текст (рос.) [Я не разделяю такого мнения. Косаковский всегда был идеологом и вдохновителем строительного дела, и никогда, насколько мене известно, не думал о сотрудничестве с теми негосударственными структурами, в чем его сегодня обвиняют. Просто за последние годы все отрасли промышленности дали спад. Не стало исключением и жилищное строительство. Каким образом в Киеве может строиться больше, чем по Украине, и вообще строиться, при таком состоянии экономики?] Помилка: [undefined] Помилка: {{Lang}}: немає тексту (допомога): текст вже має курсивний шрифт (допомога) |

21 травня 1996 року Кабінет Міністрів України в п. 8 постанови № 540, що стосувалася діяльності Київської міської державної адміністрації, доручив МВС України перевірити достовірність опублікованих у пресі матеріалів щодо зловживань із боку голови КМДА Леоніда Косаківського та проінформувати Кабінет Міністрів про результати перевірки. Розслідування МВС не підтвердило фактів порушень з боку Леоніда Косаківського, котрі інкримінувалися йому в ЗМІ. Окремі видавництва вимушені були на підставі рішень судів принести вибачення та надрукувати спростування своїх публікацій.
Побутувала думка, що уся звинувачувальна кампанія в пресі та штучно розіграна тема начебто президентських амбіцій Леоніда Косаківського мали за мету підштовхнути Леоніда Кучму до рішення про відставку Леоніда Косаківського та виправдати такі дії в очах громадськості, (деякі публікації подекуди мали відверто провокаційний характер, як наприклад, такі: «І скажу вам відверто, що на периферії Л. Косаківського знають як видатного керівника і вже починають замислюватися над тим, як би перемістити його на те місце, яке займає Л. Кучма»).

### Народний депутат України
30 березня 1998 року Леоніда Косаківського обрано народним депутатом України по 223-му виборчому округу міста Києва. У парламенті Косаківський входив до складу депутатських фракцій «Громада», «Батьківщина», а наприкінці депутатської каденції перейшов до статусу позафракційного. Був членом партії «Батьківщина». За час роботи у Верховній Раді України був членом Комітету з питань бюджету. Виступив автором і співавтором 53 проектів законодавчих актів, вніс понад 300 поправок до проектів законів, виступав на сесіях парламенту 258 разів.

### Вибори Київського міського голови 2002 року
У 2002 році Леонід Косаківський був зареєстрований кандидатом на посаду Київського міського голови як незалежний претендент — його кандидатуру на цю посаду висунули збори виборців за місцем проживання в усіх десяти районах міста й ряд трудових колективів. Серед кандидатів на посаду також були чинний на той час міський голова Олександр Омельченко, а також такі відомі політики як Іван Салій, Григорій Омельченко, Віктор Чайка та інші.
Напередодні самих виборів група претендентів на посаду мера виступила з заявою про відсутність рівних умов для кандидатів, а декотрі з них подали позови до суду. Леонід Косаківський 27 березня 2002 року на знак протесту, мотивуючи тим, що не хоче брати участь у фарсі замість виборів, зняв свою кандидатуру. У спеціальній заяві Косаківського для преси з цього приводу було сказано, що «у столиці відбувається імітація виборчого процесу», а «виборча кампанія по виборам мера в Києві так і не почалася». Також у заяві Косаківський наводив приклади застосовування адміністративного ресурсу, грубих порушень виборчого законодавства, з якими зіштовхнулися всі кандидати, за винятком одного — чинного мера: у місцевих газетах, для прикладу, не були розміщені програми й біографії претендентів, жоден з міських телеканалів так і не виділив їм ефірного часу, обмежилися лише більш ніж скромним радіоефіром — 26 березня, за чотири дні до виборів, кандидати одержали на київському радіо лише по три хвилини для виступу.
Іван Салій на тих виборах також вирішив зняти свою кандидатуру, але з інших міркувань — на користь Олександра Омельченка, за якого в результаті проголосувало майже 740 тисяч виборців (64%) з 1 млн 177 тисяч.

## Постпарламентський період
За цей час відомості в ЗМІ щодо роду занять Леоніда Косаківського доволі скупі.
5 квітня 2003 року інформагентства розповсюдили повідомлення президентської прес-служби про нібито призначення Леоніда Косаківського заступником глави адміністрації Президента України, але ближче до обіду вони були відкликані. Про цю історію згодом розповів сам Косаківський, пояснюючи її діями Олександра Омельченка (причетність Олександра Омельченка до цього потім підтвердив і Іван Салій) та особистим ставленням Леоніда Кучми за його неоднозначну оцінку в книзі «Переворот на Крещатике» і політичну позицію в минулому. Річ у тім, що, згідно зі статтею 20 Закону України «Про статус народного депутата України», після закінчення строку повноважень народного депутата йому має бути надана попередня або рівноцінна робота (посада). Оскільки остання посада, з якої Леоніда Косаківського було обрано до парламенту, була виборна посада Київського міського голови, яка передбачає особливий порядок її заміщення, то йому мала бути за його згодою надана рівноцінна робота. Але ця вимога Закону стосовно нього виконана не була.
У квітні 2006 року увійти до власної команди і стати його заступником Леоніду Косаківському запропонував новообраний київський міський голова Леонід Черновецький, але Косаківський цю пропозицію відхилив.
Після 2002 року ніяких посад в органах державної влади Леонід Косаківський не обіймає. Виступає незалежним експертом з питань місцевого самоврядування й державного будівництва, бюджетної політики, займається громадською діяльністю, політичним консультуванням, дослідженнями історії Києва, виступає зі статтями у ЗМІ та доповідями й лекціями.
Леонід Косаківський у лютому 2009 року в інтерв'ю газеті «Киевские ведомости» зазначив, що й досі вважає себе законним очільником столиці України, пояснюючи свою позицію тим, що суди усіх інстанцій — включно з Верховним Судом України — у своїх постановах визнали незаконність дій депутатського корпусу Київради у 1997 році, проте рішення судів виконані так і не були.

## Родина
- Батько — Григорій Миколайович Косаківський (1920–2006)[182][183]
- Мати — Юзефа Миронівна Косаківська (1927–2007)[183]
- Дружина — Ірина Василівна Косаківська (нар. 1952) — доктор біологічних наук, професор, завідувач відділу фітогормонології Інституту ботаніки імені М. Г. Холодного НАН України, дослідник у галузі фізіології стресів і адаптації, автор понад 320 наукових публікацій, шістьох монографій, у тому числі двох одноосібних[184][185].
- Син — Сергій Леонідович Косаківський (нар. 1974), доктор філософії (PhD) у галузі прикладної математики, професор біології Інституту геноміки та еволюційної медицини, Університет Темпл, Філадельфія, США.[186]. Згідно з авторитетним рейтингом Highly Cited Researchers від Thomson Reuters[187] включався в 2014–2017 роках до списку 1% (3000) найбільш цитованих у світі дослідників і авторів наукових публікацій у категорії Computer Science.

## Публікації
Вікісховище має мультимедійні дані за темою: Книги Леоніда Косаківського
- Косаковский Л. Г. Переворот на Крещатике: записки опального киевского городского головы. — К., 1998.
- Косаковский Л. Г. Переворот на Крещатике: записки опального киевского городского головы. Часть 2: Один на один с государственной машиной. — К., 2001.
- Косаківський Л. Г. Самоврядування в Києві: минувшина та сьогодення. — К., 2004.
- Косаківський Л. Г. Десять років потому, або Київське задзеркалля. — К., 2005.
- Численні статті з питань державного будівництва і місцевого самоврядування, історії магдебурзького права, столичного статусу Києва, державної бюджетної й культурної політики, соціально-економічного розвитку міста, охорони пам'яток тощо.